# Pokrajina Perugia
Pokrajina Perugia (v italijanskem izvirniku Provincia di Perugia, izg. Provinča di Perudža) je ena od dveh pokrajin, ki sestavljajo italijansko deželo Umbrija. Meji na severu in na vzhodu z deželo Marke, na jugu z deželo Lacij in s pokrajino Terni ter na zahodu z deželo Toskana. Glavno mesto je Perugia. Obsega večji del Umbrije.

## Zgodovina
Pokrajina Perugia je bila ustanovljena leta 1860. V začetku je bila razdeljena v šest okrajev (občin): Perugia, Foligno, Orvieto, Spoleto in Rieti. Leta 1923 je postal okraj Rieti samostojen in bil priključen pokrajini Rim..
Leta 1927 sta bili okrožji Orvieto in Terni (razen nekaterih manjših popravkov) oblikovani v novo pokrajino Terni..
Leta 1929 se je pripojila še občina Macerata Visso..

## Zgodovinske zanimivosti
Na področju današnje pokrajine Perugia se je odigralo eno od pomembnih dejanj bizantinskega odpora proti Gotom. Ostrogotski poveljnik Teodorik je leta 493 zavzel vse ozemlje, a leta 537 ga je bizantinski poveljnik Belizar spet osvojil. Toda cesar Justinijan I. ni podprl Belizarja, ki se je moral kljub vojaškim uspehom umakniti, tako je Perugia po dolgem obleganju padla v roke Ostrogota Totile. Po njegovi smrti leta 553 v bitki pri kraju Gualdo Tadino (nedaleč od Perugie) so Bizantinci dokončno zmagali. Ohranili so oblast nad pokrajino do osmega stoletja.

## Večje občine
Glavno mesto je Perugia, vseh občin je 59 od tega 7 gorskih občin. Večje občine so:
| Občina            | Število prebivalcev | Površina (km2) |
| ----------------- | ------------------- | -------------- |
| Perugia           | 167.579             | 449 km2        |
| Foligno           | 57.917              | 263,7 km2      |
| Città di Castello | 40.479              | 387 km2        |
| Spoleto           | 39.712              | 349 km2        |
| Gubbio            | 33.018              | 525 km2        |
| Assisi            | 27.942              | 186 km2        |
| Bastia Umbra      | 21.800              | 27,6 km2       |

## Naravne zanimivosti
Trasimensko jezero je zelo obširno (128 km²), a plitvo, saj je njegova povprečna globina 4,3 m. Vanj se izliva več manjših pritokov, ki so večinoma hudourniškega značaja, in nima naravnih odtokov. Zaradi tega in tudi zaradi položne obale so na tem jezeru posebno razvidna suha in mokra obdobja. Ker je jezero stalno poplavljalo okoliška ozemlja, so že stari Rimljani okoli leta 50 skopali umetni odtok, ki je odvajal narasle vode v reko Tibero. Poseg je dolgo let zadostoval potrebam, kar daje sklepati, da je sledilo daljše suho obdobje. To obdobje je trajalo vse do petnajstega stoletja, ko je bil skopan nov podzemni odtok. V naslednjih stoletjih so se vrstila razna dela: dva naravna pritoka sta bila preusmerjena v jezero Chiusi, zgrajeni so bili manjši obalni nasipi, preučene so bile celo možnosti popolne izsušitve jezera. Ob koncu devetnajstega stoletja je bil dograjen nov velik odtok, ki je končno rešil problem poplav. Toda v štitidesetih letih dvajsetega stoletja je nastopilo novo suho obdobje in jezerske vode so upadle pod 3 metre globine. Oba naravna pritoka, ki sta bila v preteklosti preusmerjena, sta bila spet vrnjena v prejšnjo strugo in s tem je bil problem rešen. Vendar le začasno: samo v letu 2007 se je globina vode znižala za 78 cm.
Seznam zaščitenih področij v pokrajini:
- Narodni park Monti Sibillini (Parco nazionale dei Monti Sibillini) - geografsko območje gorovje Monti Sibillini
- Naravni park Tevere (Parco fluviale del Tevere) - geografsko območje
- Naravni park Colfiorito (Parco del Colfiorito) - geografsko območje Altopiani di Colfiorito
- Naravni park Lago Trasimeno (Parco del Lago Trasimeno) - geografsko območje jezera Trasimeno
- Naravni park Monte Cucco (Parco del Monte Cucco) - geografsko območje gorovje Monte Cucco
- Naravni park Monte Subasio (Parco del Monte Subasio) - geografsko območje Assisano